# Ramification (mathématiques)
 (octobre 2006).
Pour les articles homonymes, voir Ramification.

Description schématique d'un revêtement ramifié : dans presque tous les cas, la fibre au-dessus de Y contient 3 points sauf dans les deux cas notés par un point bleu. On dit que f est ramifiée en ces deux points.

En mathématiques, la ramification est un terme géométrique utilisé au sens de embranchement extérieur, à la façon dont la fonction racine carrée, pour les nombres complexes, peut être vue lorsqu'on considère ses deux branches opposées. Il est aussi utilisé d'une perspective opposée (branches arrivant ensemble) comme lorsqu'un revêtement dégénère en un point de la base, avec effondrement en ce point des fibres de l'application.

## En analyse complexe
En analyse complexe, le modèle de base peut être pris comme l'application
{\displaystyle z\to z^{n}\,}
dans le plan complexe, proche de z = 0. Ceci est l'image locale standard dans la théorie des surfaces de Riemann, de ramification d'ordre n. Elle apparaît par exemple dans la formule de Riemann-Hurwitz pour l'effet des applications sur le genre.

## En topologie algébrique
Dans un revêtemement, la caractéristique d'Euler-Poincaré devrait être multipliée par le nombre de feuilles; la ramification peut par conséquent être détectée par cela. L'application {\displaystyle z\to z^{n}\,} montre ceci comme un motif local : si nous excluons 0, en prenant 0 < |z| < 1, nous avons (à partir du point de vue homotopique) le cercle couvert par lui-même par l'application puissance n-ème (caractéristique Euler-Poincaré 0), mais avec le disque entier, la caractéristique Euler-Poincaré est 1, n-1 étant les points 'perdus' comme les n feuilles se rassemblent au point z = 0.
En termes géométriques, la ramification qui se produit en codimension deux (comme la théorie des nœuds et la monodromie); puisque la codimension deux réelle est la codimension un complexe, l'exemple local complexe place le modèle pour les variétés complexes de dimensions plus élevées. En analyse complexe, les feuilles ne peuvent pas se plier le long d'une droite (une variable) ou un sous-espace de codimension un dans le cas général. L'ensemble de ramification (lieu de la branche sur la base, double point placé ci-dessus) seront de deux dimensions plus basses que la variété ambiante, et donc ne se séparera pas en deux 'côtés', localement - il y aura des chemins qui traceront autour du lieu de la branche, juste comme dans l'exemple. En géométrie algébrique sur n'importe quel corps commutatif, par analogie, elle apparaît aussi en codimension algébrique un.

## En théorie algébrique des nombres
En théorie algébrique des nombres, on parle de ramification d'un idéal premier, lorsque le prolongement de cet idéal à un surcorps admet au moins un facteur premier ayant une multiplicité plus grande que 1. Plus précisément, si L/K est une extension finie de corps de nombres et P un idéal premier de OK (l'anneau des entiers de K) alors — voir anneau de Dedekind — l'idéal POL de OL se décompose sous la forme
où les Pi sont des idéaux premiers distincts dans OL. On dit que P est ramifié dans L si au moins un e(i) est strictement supérieur à 1. Une condition équivalente est que l'anneau quotient OL/POL possède un élément nilpotent non nul, c'est-à-dire qu'il ne soit pas un produit de corps finis. L'analogie avec le cas des surfaces de Riemann fut déjà indiquée par Richard Dedekind et Heinrich Weber au XIXe siècle.
La ramification est dite modérée lorsqu'aucun e(i) n'est divisible par la caractéristique du corps résiduel OK/P, et sauvage sinon. Cette distinction est importante en théorie des représentations galoisiennes. Voir aussi « Décomposition des idéaux premiers dans les extensions galoisiennes », « Groupe de ramification (en) » et « Extensions finies de corps locaux (en) ».